# Expedição de Exploração dos Estados Unidos

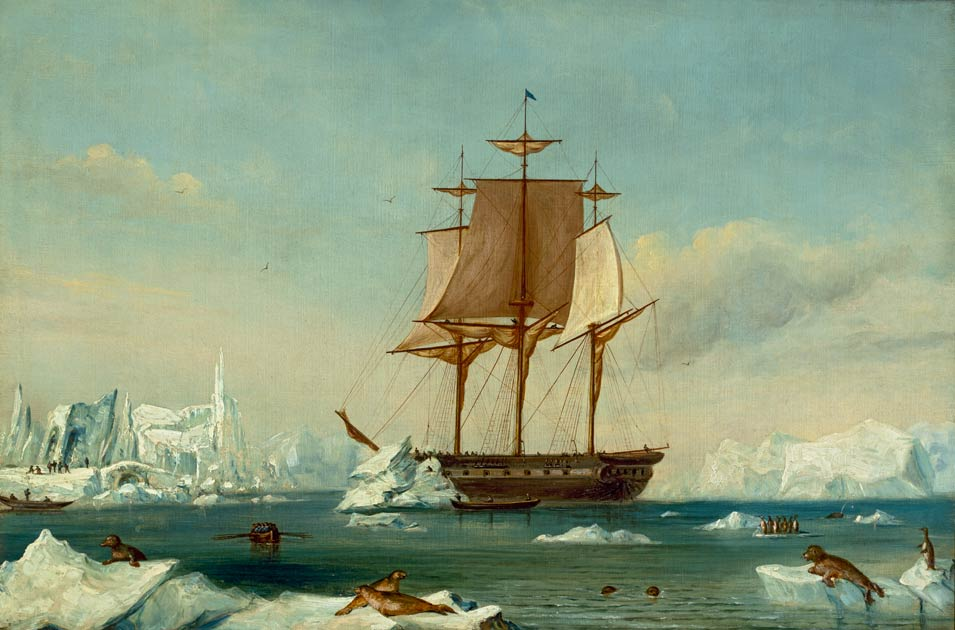
Vincennes em Disappointment Bay, Antártica, início de 1840

A Expedição de Exploração dos Estados Unidos (em inglês: United States Exploring Expedition) de 1838-1842 foi uma expedição de exploração e levantamento do Oceano Pacífico e terras vizinhas conduzida pelos Estados Unidos. O oficial comandante nomeado original foi o comodoro Thomas ap Catesby Jones. O financiamento para a expedição original foi solicitado pelo presidente John Quincy Adams em 1828, no entanto, o Congresso não implementaria o financiamento até oito anos depois. Em maio de 1836, a viagem de exploração oceânica foi finalmente autorizada pelo Congresso e criada pelo presidente Andrew Jackson.
Na tarde de 18 de agosto de 1838, os navios levantaram âncora e zarparam a todo vapor.
A expedição às vezes é chamada de US Ex. Ex. para abreviar, ou a Expedição Wilkes em homenagem ao seu próximo comandante nomeado, o Tenente da Marinha dos Estados Unidos Charles Wilkes. A expedição foi de grande importância para o crescimento da ciência nos Estados Unidos, em particular o então jovem campo da oceanografia. Durante o evento, o conflito armado entre os ilhéus do Pacífico e a expedição era comum e dezenas de nativos foram mortos em ação, assim como alguns americanos.